# Marysville (Washington)
Marysville je město v okrese Snohomish v americkém státě Washington. V roce 2010 zde žilo 60 020 lidí. Je známé také jako Jahodové město, a to díky velkému počtu jahodových farem, které za dávných časů dokonce obklopovaly celé město. V posledním desetiletí probíhá velká rezidenční, komerční i průmyslová transformace města. Marysville je druhým největším městem svého okresu po Everettu.

## Historie
Historie města začala podpisem Point Elliottské dohody roku 1855, po které se zdejší území otevřelo osadníkům. Krátce poté se zde uchytil dřevařský průmysl, který společně s nedalekou rezervací Tulalipů poskytoval bohaté možnosti pro obchod. V roce 1872 tak bylo otevřeno malé vládní obchodní středisko. Jeho majitelem byl ustanoven James P. Comeford, který se sem přestěhoval se svou ženou Marií.
V roce 1874 Comeford koupil dřevařskou půdu o rozloze 5,2 km² za 450 dolarů a o čtyři roky později vybudoval nový obchod s obydlím a malé přístaviště s prkennou ulicí, kterou nazval Front Street. Ve svém domu učila paní Comeford místní děti a její muž zde provozoval poštu.
V osmdesátých letech 19. století potkal město další vzrůst. V roce 1887 zde byla totiž otevřena první pila, kterou následovaly tři další o pár let později. V roce 1889 vyvolal další vzrůst příchod železnice do města.
V březnu 1891 bylo město oficiálně začleněno. Na konci prosince 2009 byla ke městu přidána velká rezidenční oblast známá jako Central Marysville, která zvýšila populaci města o téměř 20 tisíc, čímž mu pomohla na pozici druhého největšího města okresu Snohomish.

### Předělání centra
V roce 2008 tehdejší starosta Dennis Kendall oznámil, že městská rada se rozhodla předělat centrum města. Projekt zahrnuje přestavění silnic na západě města, vybudování parkovacích garáží, podporu obchodů na ulici 3rd Street, vybudování spojení pro chodce, snížení provozu na ulici Green Street a její úpravu, úpravu okolí mlýna a trhu na unikátní oblast, obnovu Ebeyho pobřežní turistické stezky a pobřeží, přidání kruhového objezdu k přístupu k pile a do centra z Washington State Route 529, úpravu Ebeyho pobřežního parku a nedaleké loděnice a úpravu přístaviště na čističku vody a oblast smíšeného využití. Poté chce město také zrenovovat obchodní centrum Marysville Mall. Nakonec přesune svou radnici na nové místo a nechá studenty Everett Community College, aby navrhli její vzhled. Vedení města chce, aby obec vypadala v porovnání s ostatními bizarně, čímž chce přilákat turisty.

## Geografie

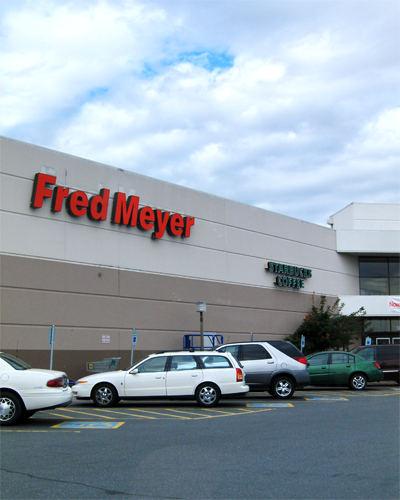
Hypermarket Fred Meyer na severu města.

V roce 2010 mělo město rozlohu 25,3 km², z čehož necelá dvě procenta byla voda. Marysville se skládá ze čtyř čtvrtí, mezi které patří North Lakewood, Sunnyside/Whiskey Ridge, centrum města a North Marysville.

## Demografie
V roce 2010 žilo ve městě 60 020 obyvatel, z čehož 80 % tvořili běloši, 6 % Asiaté a 2 % původní obyvatelé. 10 % obyvatelstva bylo Hispánského původu.

## Ekonomika
Po dlouhou dobu své existence bylo město venkovské území známé pro své farmy a produkci dřeva. Ve městě ale také existovaly jiné, menší průmysly, čímž poskytovaly různorodou ekonomiku, která hrála důležitou roli v rozkvětu města. Právě různorodost ekonomiky byla velkým faktorem při Velké hospodářské krizi, kdy tlumila její následky daleko více než v ostatních městech, která byla v okolí Marysvillu často závislá na dřevařský a těžební průmysl.
Přestože zemědělské farmy se ještě v okolí města vyskytují, dřevařský průmysl už úplně vymizel a na zdejší ekonomiku nemá vůbec žádný vliv. V posledních desetiletích se obec přeměnila na město s na obchodech a službách závislou ekonomikou a přes velké zaměstnavatele, jako jsou Boeing a Microsoft, je ekonomicky propojeno se svými sousedy v regionu Pugetova zálivu. Everettská námořní stanice a její podpůrná zařízení také hrají vzrůstající roli ve zdejší ekonomice.

## Umění a kultura

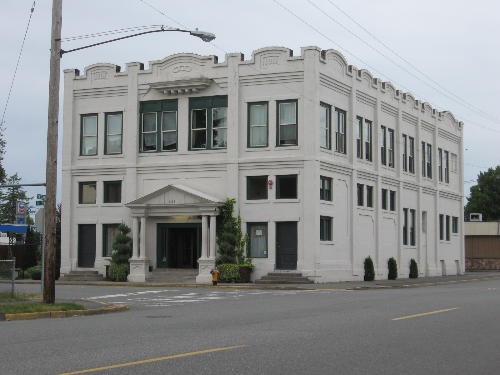
Dům městské opery.

Město pořádá každý třetí červnový týden Jahodový festival, jehož vrcholem je velký průchod městem. Festival se koná již od roku 1932. V srpnu se koná Summer Jubilee, událost, při které mají děti z města možnost získat školní potřeby a nové účesy zdarma. Každoročně jí navštíví kolem 10 tisíc lidí a pořádá jí několik místních křesťanských kostelů.
Marysvillské historické sdružení je místní skupina oddaná ochraně historie města. Skupina nedávno koupila pozemek nedaleko Jenningsova parku, kde hodlá vystavět městské historické muzeum.
Město obsluhuje systém knihoven Sno-Isle, který obsluhuje dva okresy a ve městě provozuje velkou knihovnu.

## Parky a rekreace
Ve městě se nachází několik parků a historických míst, mezi které patří Comefordův park, Jenningsův park, vodárenská věž, Gehlův dům, Seniorské centrum Kena Baxtera, a další. Všechna místa jsou veřejná a vstup je bezplatný.
Dvě městské vodárenské věže o objemu 568 tisíc litrů byly postaveny roku 1921, avšak až do sedmdesátých let minulého století byly bez vody. Do konce čtyřicátých let minulého století se používala také červená světla na vrcholech věže, která měla za úkol informovat policii o pohotovosti. Jediná přeživší věž se nachází v Comefordově parku, ta druhá se nacházela na Second Avenue, ale v roce 1987 byla společně s dalšími historickými budovami zbořena, aby poskytla prostor pro obchodní centrum Marysville Mall.
Comefordův park se nachází v centru města, hned vedle Seniorského centra Kena Baxtera. Kromě vodárenské věže se v parku nachází také velká gondola, kterou daroval místní rotary klub. Dále se v parku nachází dětské hřiště.
Jenningsův park je nedaleko centra Marysvillu, podél historické ulice Armar Road. Nachází se zde Gehlův dům, malý srub, který byl předělán tak, jak by vypadal okolo roku 1884. V parku se nachází dvě dětská hřiště, které propojuje turistická stezka. Ta vede i k rybníku, který je na severu parku.
Seniorské centrum Kena Baxtera se nachází v centru města, hned vedle historického Comefordova parku. Dříve byla budova používána jako radnice, policejní stanice, věznice, hasičská zbrojnice a knihovna, než se z ní v roce 1997 stalo seniorské centrum.

## Vláda

### Městská rada
Městská rada zasedá každé pondělí od pěti hodin odpoledne v radnici, zasedání se nekonají pouze v srpnu.

### Starostové
Od roku 1891, kdy byl starostou zvolen Mark Swinnerton, mělo město 32 starostů. V červenci 2010 byl starostou zvolen Jon Nehring, který město obýval již 17 let. Do čela ho dosadila městská rada. Několik let předtím sloužil jako dočasný starosta. Každý starosta může vládnout dvě čtyřletá volební období.

## Vzdělávání

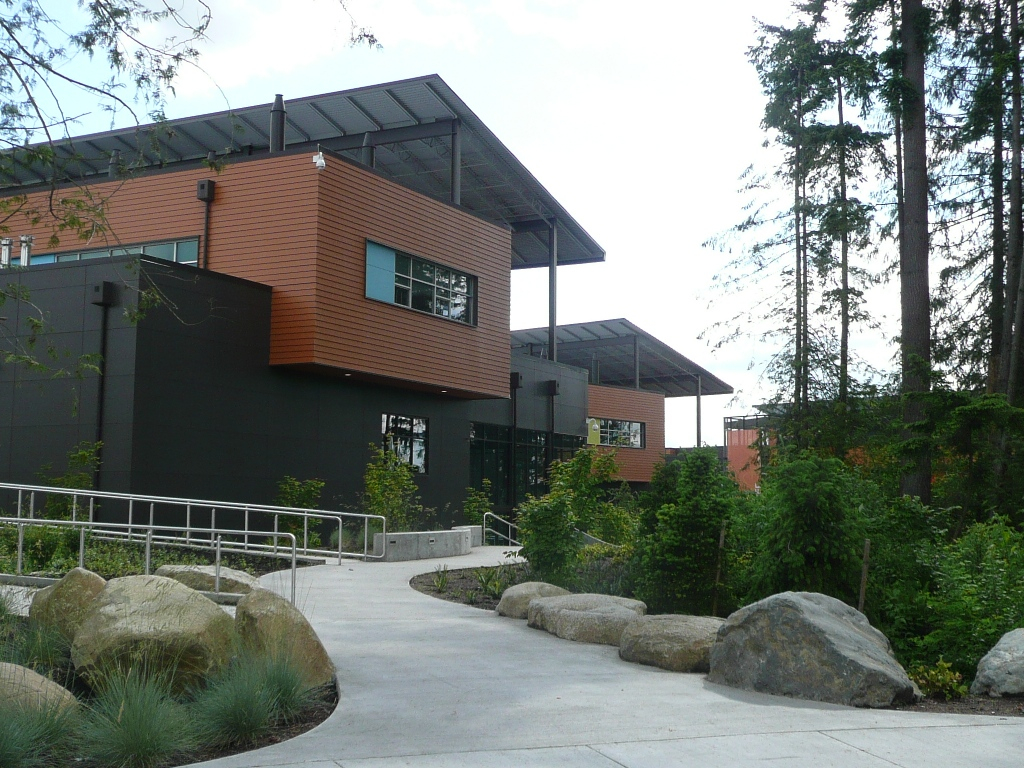
Střední škola Marysville Getchell High School.

Po většinu své historie mělo město jediný školní obvod na svém území, Marysvillský. V posledních desetiletích se ale území města rozšířilo díky anexím, takže části města patří do Lake Stevenského, Arlingtonského a Lakewoodského školního obvodu.
Marysvillský školní obvod obsahuje pět středních škol. Jsou to Marysville Pilchuck High School, nová Marysville Getchell High School, Marysville Alternative High School, Heritage High School, která se nachází v Tulalipské rezervaci a navštěvují ji především indiánští studenti, a Marysville Arts & Technology High School, která sdílí budovu s 10th Street Middle School.

## Média
Město obsluhují dva týdeníky, Marysville Globe, který vychází každou středu, a North County Outlook, jehož území zahrnuje také Arlington, Tulalip a Lakewood. Další noviny vycházející v Marysvillu jsou deníky The Everett Herald a The Seattle Times.

## Infrastruktura

### Doprava
Marysville se nachází v koridoru dálnice Interstate 5 a městem proudí dalších několik státních silnic spojujících jej s jinými obcemi, mezi které patří Washington State Route 528, Washington State Route 529, Washington State Route 531 a Washington State Route 9.
Hlavní ulicí města je State Avenue, která proudí od Interstate 5 ke State Route 528. Chvíli je také úsekem State Route 529 a dříve byla známá jako Interstate 5 Business.
Město obsluhuje několik linek společnosti Community Transit, které jej spojují se Seattlem, University of Washington a dalšími místy. Ve městě se nachází šest hlavních autobusových zastávek, ale nezastavuje zde žádný vlakový spoj. Nejbližší stanicí společnosti Amtrak je Everett Station v Everettu. Také zde není žádné letiště, to nejbližší je Arlingtonské městské letiště.
Trasu bývalé železnice následuje turistická stezka Snohomish County Centennial Trail, která se nachází nedaleko města. Její trasa byla navržena na změnu, aby procházela východní částí města.

## Symboly
Městský znak se skládá z domu a hory Mount Pilchuck, ve kterých je napsáno jméno města. Vlajka města má bílé pozadí, uprostřed městský znak a na pravé straně jeden tlustý modrý, jeden úzký modrý a jeden úzký zelený pruh.